# Vrhje
Vrhje so naselje v Občini Brežice.

## Prebivalstvo
Etnična sestava 1991:
- Slovenci: 213 (93,8 %)
- Hrvati: 7 (3,1 %)
- Muslimani: 2
- Ostali: 1
- Neznano: 4 (1,8 %)